# Ines Schipperges
Ines Schipperges (geb. 1983 in Kiel) ist eine deutsche Journalistin, Redakteurin und Autorin.

## Beruflicher Werdegang
Schipperges wuchs in Heidelberg auf. Sie studierte Interkulturelle Germanistik in Karlsruhe, Kingston (Kanada), Bonn und Florenz und wurde 2013 mit einem Thema der Kinder- und Jugendliteratur promoviert. Sie ist als Redakteurin beim SWR-Nachtcafé sowie als freie Journalistin für dpa, Die Zeit, Zeit Campus, Süddeutsche.de, Brigitte, Eltern und Madame tätig. 

## Auszeichnungen
Für ihre achtteilige Autismus-Serie im SZ-Magazin online Es ist Liebe, nur anders wurde sie 2018 von der DGPPN, der  größten medizinisch-wissenschaftlichen Fachgesellschaft für Fragen psychischer Erkrankungen in Deutschland, mit dem DGPPN-Medienpreis für Wissenschaftsjournalismus in der Kategorie Print ausgezeichnet.

## Veröffentlichungen
- Utopien des Eigenen und Fremden. interkulturelle Aspekte der deutschen Kinder- und Jugendliteratur nach 1945. VDM Verlag Dr. Müller, Saarbrücken 2008, ISBN 978-3-8364-5593-0.
- Ende gut, alles gut? Konflikt, Wendepunkt und Rettung als dramatisches Moment bei Erich Kästner, Michael Ende und Cornelia Funke. In: Poetica: Schriften zur Literaturwissenschaft, Nr. 125, Kovač, Hamburg 2013, ISSN 1435-6554, ISBN 978-3-8300-7420-5. (zugleich Dissertation)